# Radio Biskra

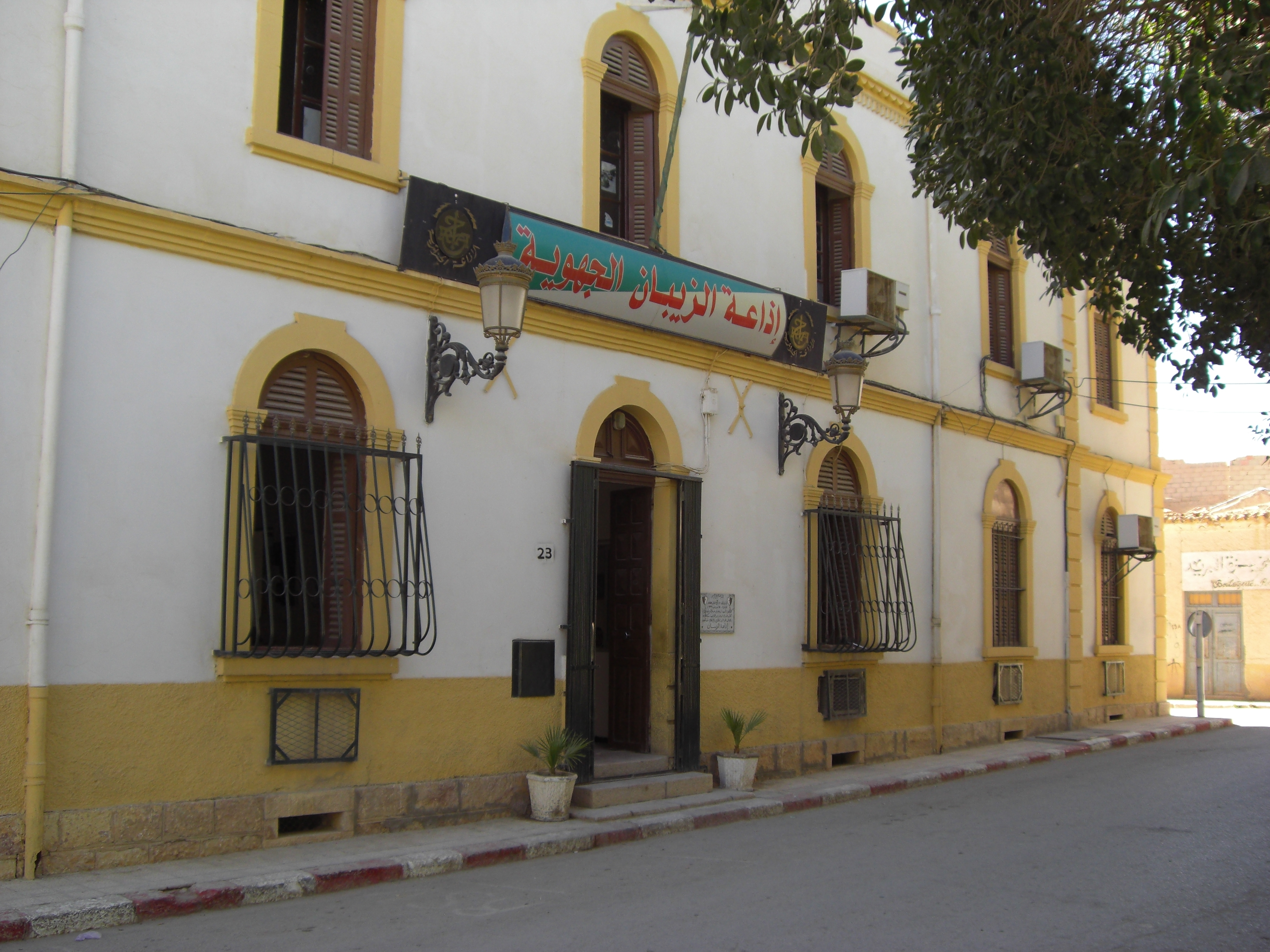
Funkhaus Radio Biskra

Radio Biskra ist ein algerischer Hörfunksender aus Biskra, der zu der Rundfunkgesellschaft Radio Algerien gehört.

## Programm
Radio Biskra hat 25 feste Mitarbeiter und sendet in arabischer Sprache. Das Programm wird seit dem 14. Juli 1999 täglich von 8:00 bis 0:00 Uhr ausgestrahlt. Fünf Mal pro Tag werden Nachrichten gesendet. Radio Biskra berichtet über Politik, Wirtschaft, Sport, Religion und regionale Themen.

## Frequenzen
Seit dem 25. Mai 2005 sendet Radio Biskra auf der UKW-Frequenz 91,2 MHz für Ostalgerien und Teile von Südalgerien.